# Aseptis inconspicua
Aseptis inconspicua là một loài bướm đêm trong họ Noctuidae.